# زامبوانگا جنوبی
زامبوانگا جنوبی یا زامبوانگا دل سور (Zamboanga del Sur) یکی از استان‌های کشور فیلیپین است. این استان در جنوب این کشور قرار گرفته‌است و بخشی از جزیره میندانائو به‌شمار می‌رود.
مرکز این استان شهر پاگادیان است. جمعیت آن بیش از هشتصد و سی هزار نفر است. مساحت این استان کمتر از سه هزار و پانصد کیلومتر مربع است.